# Cuisiat
Ne doit pas être confondu avec Cuisia.
Cuisiat est une ancienne commune française située dans le département de l'Ain en région Auvergne-Rhône-Alpes. Le 1er décembre 1972, elle fusionne avec Treffort pour former la commune de Treffort-Cuisiat qui fusionne à son tour en 2016 avec Pressiat en intégrant la commune nouvelle de Val-Revermont dont elle constitue une commune déléguée.

## Histoire
Comme d'autres villages du Revermont, Cuisiat fut victime de la barbarie nazie le 18 juillet 1944. Plusieurs habitants furent déportés, une partie du village brûlé par les troupes du Reich en représailles des actes de résistance commis dans la région.
Le 1er décembre 1972, la commune fusionne avec Treffort pour former Treffort-Cuisiat. Cuisiat devient une commune associée de la commune nouvellement créée.
Le 1er janvier 2016, Treffort-Cuisiat et Pressiat fusionnent sous Val-Revermont. Ainsi, Cuisiat, Pressiat et Treffort deviennent des communes déléguées.

## Politique et administration

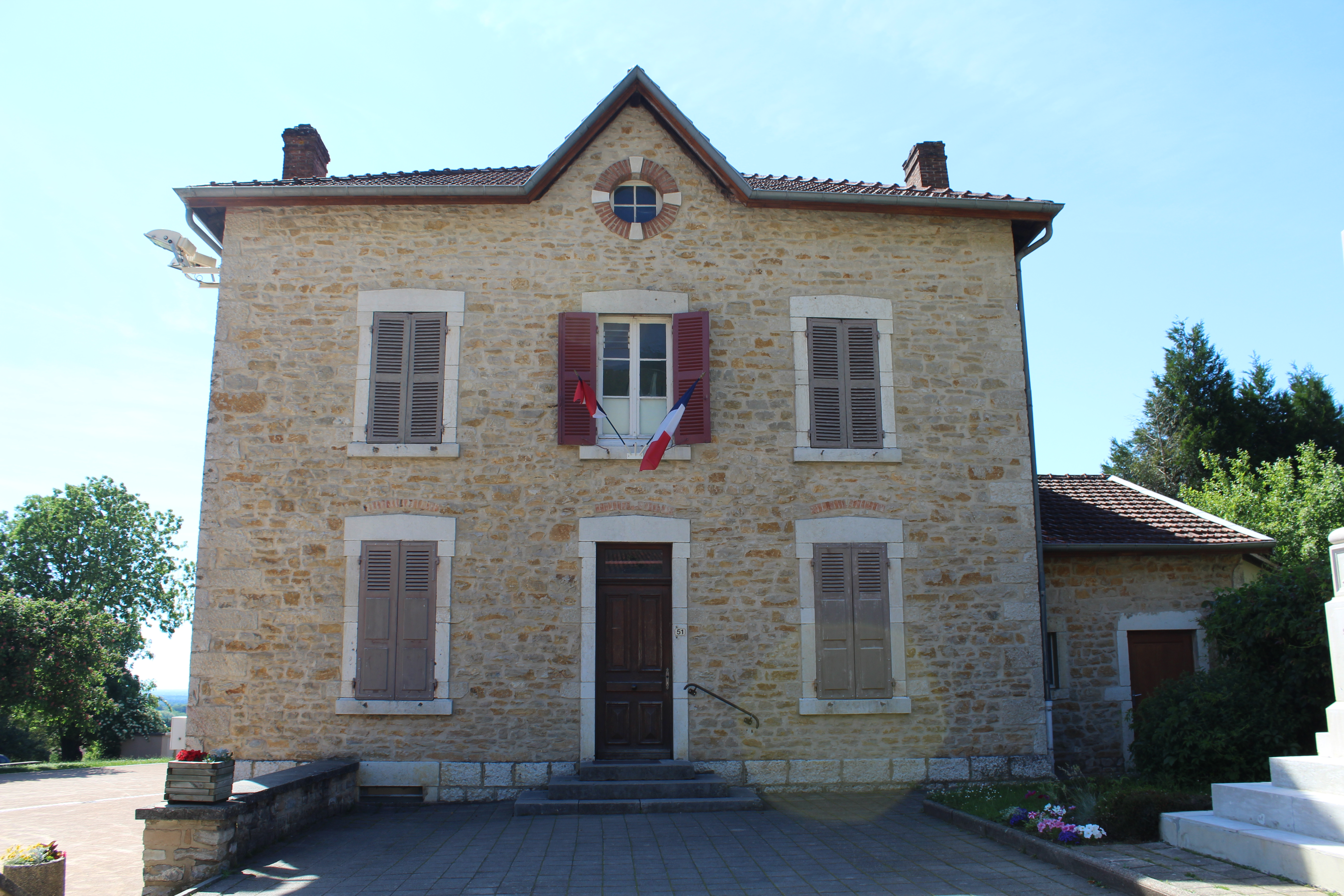
Ancienne mairie.

## Population et société

### Démographie
L'évolution du nombre d'habitants est connue à travers les recensements de la population effectués dans la commune depuis 1793. Pour les communes de moins de 10 000 habitants, une enquête de recensement portant sur toute la population est réalisée tous les cinq ans, les populations de référence des années intermédiaires étant quant à elles estimées par interpolation ou extrapolation. Pour la commune, le premier recensement exhaustif entrant dans le cadre du nouveau dispositif a été réalisé en 2004.
En 2018, la commune comptait 595 habitants, en évolution de +6,63 % par rapport à 2012 (Ain : +5,15 %, France hors Mayotte : +2,11 %).
| 1793 | 1800 | 1806 | 1821 | 1831 | 1836 | 1841 | 1846 | 1851 |
| ---- | ---- | ---- | ---- | ---- | ---- | ---- | ---- | ---- |
| 818  | 810  | 840  | 737  | 784  | 782  | 734  | 759  | 754  |

| 1856 | 1861 | 1866 | 1872 | 1876 | 1881 | 1886 | 1891 | 1896 |
| ---- | ---- | ---- | ---- | ---- | ---- | ---- | ---- | ---- |
| 711  | 704  | 687  | 672  | 656  | 621  | 576  | 513  | 511  |

| 1901 | 1906 | 1911 | 1921 | 1926 | 1931 | 1936 | 1946 | 1954 |
| ---- | ---- | ---- | ---- | ---- | ---- | ---- | ---- | ---- |
| 531  | 523  | 482  | 431  | 419  | 380  | 366  | 347  | 380  |

| 1962 | 1968 | 2006 | 2009 | 2014 | 2018 | - | - | - |
| ---- | ---- | ---- | ---- | ---- | ---- | - | - | - |
| 313  | 296  | 486  | 525  | 595  | 595  | - | - | - |

## Culture locale et patrimoine

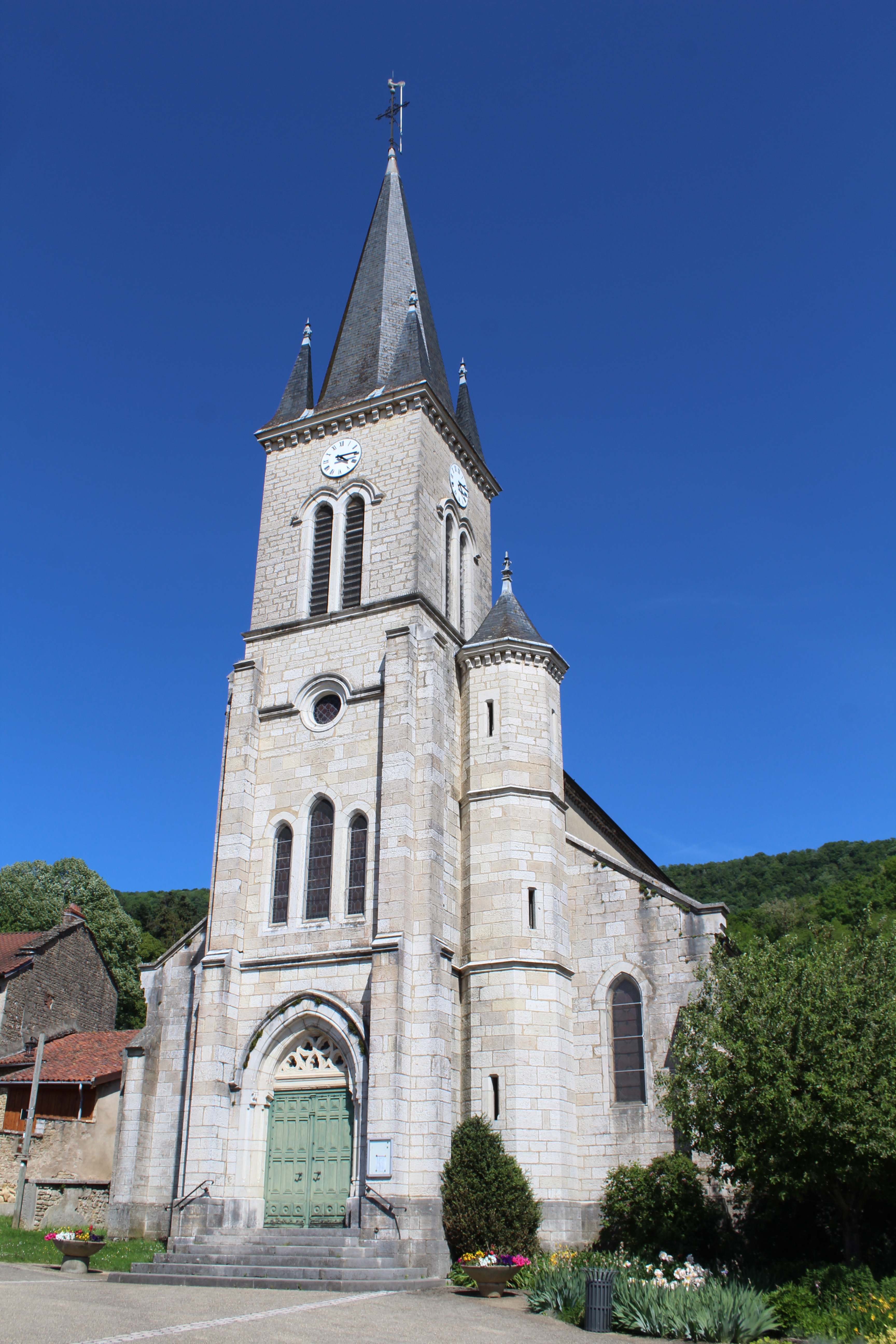
Église Saint-Clément.

### Lieux et monuments
Cuisiat possède beaucoup de charme avec ses sentiers pédestres autour du village et un plan d'eau datant du Moyen Âge, agrandi en 1975 par l'édification d'une digue. Sur ses dix hectares actuels, on peut s'y adonner à la baignade, à la pêche et à de nombreux jeux de détente.
Il faut environ une demi-heure pour atteindre le site de Montfort situé au-dessus du village pour découvrir les ruines d'un ancien château et la chapelle Notre-Dame de Montfort' qui fut l'objet d'un pèlerinage prisé dans la région.
Le village compte quatre belles fontaines identiques érigées en 1848 et quelques demeures caractéristiques. Parmi celles-ci, une maison du XVe siècle tenue à l'origine par les sœurs Clarisses de Bourg-en-Bresse et au nord du couvent, la maison Dagnas parfaitement restaurée, dans le vieux village -appelé aussi Cuisiat-le-Bas, ainsi que la maison des Dîmes.
Un imposant édifice de forme carrée provenant de la tour de Grammont ou de Rosy, en grande partie détruite lors de la Révolution. Il en est de même pour la tour de Vallière dont il ne reste que des pierres et un puits qui indiquent son emplacement.
Le musée départemental du Revermont est installé dans l'ancienne mairie-école de Cuisiat. Il fait partie des musées des pays de l'Ain et présente la culture du Revermont, à travers un potager et un verger conservatoire, et au travers d'expositions permanentes :
- celle de la « Communale en Revermont » qui reconstitue une salle de classe sous Jules Ferry du XIXe siècle à la Première Guerre mondiale ;
- celle intitulée « vignes et cavets » qui apporte une réflexion sur les raisons et les conséquences de la disparition de la vigne au profit de l'élevage laitier.

Près du musée se trouve l'église Saint-Clément.

### Manifestations
Le marché des fruits d'automne qui se tient chaque 3e week-end d'octobre à Cuisiat est organisé depuis 1985. Il réunit en moyenne 12 000 visiteurs. Les fruits présentés comprennent une gamme complète de fruits tels qu'on peut les trouver en cette saison et dans cette région, que ce soit des fruits à pépins, à noyaux, fruits secs tels les noix ou les noisettes et même les légumes-fruits, consommés comme légumes, mais qui en botanique sont classés parmi les fruits : concombre, courge, courgette, potiron, citrouille ou tomate.

## Personnalités liées à la commune
- Louis-Charles-Amédée de Faucigny-Lucinge (1755-1801), homme politique né à Cuisiat, député de la noblesse aux États généraux de 1789.

## Pour approfondir